# Любарова, Ирина Петровна
Ирина Петровна Любарова (в девичестве — Кулиш) (18 июня 1939, Ленинград — 18 августа 2016, Санкт-Петербург) — советский и российский реставратор и архитектор, почётный член ВООПИК, член научно-методического совета Министерства культуры РФ, член Высшей аттестационной комиссии по аттестации специалистов по реставрации, директор реставрационно-проектной мастерской «Каменное зодчество» (1989—2016). Инженер-реставратор высшей категории.

## Биография
Родилась 18 июня 1939 года в Ленинграде. В 1961 году окончила Ленинградский инженерно-строительный институт по специальности «Промышленное и гражданское строительство». После окончания института работала в ленинградском филиале Гипромеза (1961—1963), ГПИ Ленпромстройпроект (1963—1965), ЛФ ТСПИ-6 (1965—1966), ЛТС ПИПП (1966—1971).
С 1972 года занимала должность руководителя конструкторской группы в Ленгипроинжпроекте. Под её руководством выполнялась работа над проектом и строительством водопроводной насосной станции в Кронштадте на острове Белом и посёлке Ольгино.
В 1978 году Ирина Петровна перешла в ЛФ «Спецпроектреставрация» на должность главного инженера АРМ-2. Была Главным инженером проекта и научным руководителем реставраций таких объектов как Доминиканский монастырь (1979—1981), Приоратский дворец (1981—1982), церковь Святой Екатерины в Мурино (1981—1984), дом-музей композитора Н. А. Римского-Корсакова в Тихвине (1982—1984), обелиск Коннетабль (1983—1984), Большой Успенский монастырь (1981—1987), церковь Всех Святых (Полковая церковь) (1986), дом-музей художника П. Е. Щербова в Гатчине (1982—1992), почтовая станция в Пелле и других.
В 1989 году Ирина Петровна создала проектно-реставрационную фирму «Каменное зодчество», которая под её руководством выполнила ряд проектов реставрации средневековых памятников, инженерной реставрации гражданских объектов в Санкт-Петербурге и Москве, проекты планировочного характера по музеефикации исторических архитектурных комплексов, новое храмовое строительство.
В 1990-е годы руководила реставрацией Церкви Сергия с Залужья (1989—1993) во Пскове, Церкви святителя Василия Великого Кесарийского в Чернавино (1991—1994), Церкви Рождества Иоанна Предтечи в Каменных Полянах (1995), Череменецкий Иоанно-Богословский монастырь (1995), Тихвинского монастыря (1996—1997), Церкви Николая Чудотворца в Заручевье (1995), Церкви Николая Чудотворца в Кобоне (1996—1998), Церкви Петра и Павла в Шуваловском парке (1997) и других объектов.
В 2000-х годах среди её крупнейших реставрационных проектов были: Церковь Иова на кладбище в Тихвине (2000), Государственный дом-музей Н. А. Римского-Корсакова в Тихвине (2001—2003), оранжерея дачи Ольденбургского (2000—2002), Церковь Петра и Павла в д. Кунесть Псковской области (2001), Балтийский вокзал в Санкт-Петербурге (2001—2003), Церковь Успения на Волотовом поле (2002—2004), Здание Смольного (2004—2007), Софийский собор (2007) в Великом Новгороде, усадьба Демидовых в Тайцах и другие. Были проведены исследования, реставрации и усиления конструкции Большого театра (2003—2010) в Москве, Большого драматического театра имени Г. А. Товстоногова (2012—2013) и Мариинского театра (2013—2014) в Санкт-Петербурге, исследованы конструкции и выполнен проект реставрации Каменноостровского театра (2010—2012).
В 1999—2003 годах в Санкт-Петербурге под руководством И. П. Любаровой была воздвигнута Церковь Рождества Христова в память 2000-летия Христианства на Средней Рогатке. В 2001 году был открыт храм преподобного Сергия Радонежского на Средней Рогатке, проект которого был выполнен совместно И. П. Любаровой и А. М. Лебедевым. Историк архитектуры Михаил Николаевич Микишатьев отметил, что проект делает отсылку к традициям древнего псковского и новгородского зодчества.
В 2003 году в Санкт-Петербурге на территории пожарной части № 11 был открыт мемориальный комплекс «Памяти пожарных, погибших при исполнении служебного долга», архитектором которого стала И. П. Любарова. Комплекс включает в себя часовню «Неопалимая купина», звонницу и мемориальные доски с фамилиями 2200 погибших пожарных.
С 1998 года Ирина Петровна входила в состав Федерального научно-методического совета по культурному наследию при Министерстве культуры и массовых коммуникаций Российской Федерации (секция реставрации памятников каменного зодчества, позже — секция памятников архитектуры).
Была государственным экспертом, наделённым правом проводить историко-культурные экспертизы.
Автор ряда статей по инженерному исследованию памятников архитектуры. Автор Эталона по инженерным исследованиям на памятниках архитектуры. Была рецензентом книги Г. Б. Бессонова «Исследование деформаций, расчет несущей способности и конструктивное укрепление древних распорных систем» (1989).
Участвовала в разработке стандарта НИЦ «Строительство» СТО 36554501-010-2008 «Усиление кирпичной кладки методом инъекции эпоксидной смолы „Globalpox I-10/138/BT“» в части методической помощи при выборе объектов исследования и методов усиления.
Была членом Гильдии архитекторов и инженеров Санкт-Петербурга, членом аттестационной комиссии Гильдии архитекторов и инженеров Санкт-Петербурга, почётным членом Всероссийского общества охраны памятников истории и культуры, членом Президиума совета Ленинградского областного отделения ВООПИК, председателем общественной инспекции ВООПИК.
Внесла значительный вклад в теорию и практику реставрации, а также в сохранение объектов культурного и исторического наследия в Ленинградской, Московской, Новгородской, Псковской и Калининградской областях.
В 2015 году Министерством культуры РФ И. П. Любаровой была присвоена высшая категория инженера по направлению «Проектные работы по реставрации и консервации на объёктах культурного наследия».
Умерла 18 августа 2016 года в Санкт-Петербурге.

## Память
С 16 по 28 апреля 2017 года в залах Санкт-Петербургского Дома архитектора по инициативе Гильдии архитекторов и инженеров Петербурга прошла выставка памяти И. П. Любаровой, О. В. Боровицкой и И. Е. Славинской. В мае 2017 года в Тихвинском историко-мемориальном и архитектурно-художественном музее прошла выставка «Три музы каменного зодчества» памяти И. П. Любаровой, О. В. Боровицкой и И. Е. Славинской.